# Evig Natt
Evig Natt (en noruego Noche Eterna) es el nombre de una agrupación musical noruega del género Gothic/Doom/Death Metal. Es originaria de Karmøy, Rogaland y fue fundada en 2002. 

## Historia
Evig Natt parte como un proyecto musical de Kirsten Jørgensen en el año 2003, quien junto a Stein Sund, el bajista de agrupaciones como Einherjer, Dwelling Souls, Throne Of Katarsis o Thundra; para así, junto al baterista de Thundra y ex Enslaved, Harald Magnus "Rivheim" Helgeson, sacar una demo independiente titulada "Evig Natt".
El año 2006 Evig Natt firma un contrato con la discográfica Omvina Records, para luego en 2007 sacar un álbum de larga duración titulado "I Am Silence", que contenía temas de la demo de 2004, tales como "Nemesis of Heart" o "My Demon".

## Miembros
- Kirsten Jørgensen - Voz femenina
- Stein Roger Sund - Guitarra, bajo, teclado, voz
- Harald Magnus "Rivheim" Helgeson - Batería
- Ruben Osnes - Guitarra
- Thor Erik "Grimnisse" Helgesen - Guitarra
- Thomas Ljosåk - Voz

### Músicos de sesión
- Rune Fredriksen - Guitarra
- Tord Øverland Knutsen - Violonchelo

### Exmiembros
- Oskar Naley -  voz (2011)

## Discografía

### Demos
- Demo, Independiente, 2004

### Álbumes
- I Am Silence, Omvina Records, 2007
- Darkland, Black Bards Records, 2010
- Evig Natt, Evig Natt Records, 2016